# L'Étau (film, 1958)
Pour les articles homonymes, voir L'Étau.
Pour plus de détails, voir Fiche technique et Distribution.
L’Étau (en allemand : Der Greifer) est un film allemand réalisé par Eugen York sorti en 1958.

## Synopsis
Otto Dennert est commissaire de la brigade des homicides de la police criminelle d'Essen. Il est surnommé « L’Étau » pour ses méthodes non conventionnelles et ses rapports avec la pègre. Il est sur le point de prendre sa retraite lorsque la ville est secouée par une série de féminicides. Au cours de son enquête sur l'affaire, il atteint un âge avancé et prend sa retraite. Schreiber lui succède et enquête désormais avec Harry Dennert (« Dennert Zwo »), le fils d'Otto Dennert. Ils veulent arrêter le meurtrier le plus rapidement possible afin d'épargner de la souffrance à d'autres victimes potentielles. Otto Dennert n'est pas convaincu des méthodes de son successeur ni de leur succès, d'autant plus qu'il a déjà des soupçons contre quelqu'un. Avec l'aide de ses connaissances amicales du monde criminel, il tente d'attraper le meurtrier, à la retraite ou non.
Après qu'Ursula Brandt, la nouvelle petite amie d'Harry Dennert, survit de peu à l'attaque du meurtrier, un témoin a pu pour la première fois l'identifier. Lorsqu'elle voit dans un article de journal la photo de Josef Schmitz, qui a sauvé la vie de la fille de Mücke, une connaissance des Dennert, elle le reconnaît comme l'assassin de femmes. Une recherche est alors effectuée pour retrouver Schmitz. Il s'enfuit et trouve refuge chez le couple Mücke, à qui il réclame désormais sa gratitude pour avoir sauvé leur fille Evchen. Lors d'une visite au restaurant Mücke, Otto Dennert remarque leur situation difficile et alerte son fils. Schmitz s'échappe de sa cachette et se barricade dans un jardin d'enfants, armé de grenades à main. Otto Dennert parvient à engager une conversation avec Schmitz tandis que son fils, avec l'aide des Mücke, s'introduit par effraction dans le jardin d'enfants fermé à clé. Schmitz est abattu, mais a pu lancer une grenade à main qui explose par la fenêtre. L'explosion frappe Otto Dennert, qui survit heureusement à ses blessures.

## Fiche technique
- Titre : L'Étau
- Titre : Der Greifer
- Réalisation : Eugen York assisté de Joachim Hess (de)
- Scénario : Curt Johannes Braun (de)
- Musique : Hans-Martin Majewski
- Direction artistique : Gabriel Pellon, Theo Zwierski (de)
- Photographie : Ekkehard Kyrath
- Son : Hans Löhmer
- Montage : Ingrid Wacker
- Production : Kurt Ulrich, Heinz Willeg (de)
- Société de production : Kurt Ulrich Film GmbH
- Société de distribution : Deutsche Film Hansa
- Pays d'origine :  Allemagne de l'Ouest
- Langue : allemand
- Format : Noir et blanc - 1,37:1 - Mono - 35 mm
- Genre : Policier
- Durée : 96 minutes
- Dates de sortie :
  - Allemagne de l'Ouest : 20 mars 1958
  - Pays-Bas : 3 avril 1959
  - Finlande : 22 janvier 1960
  - Mexique : 19 mai 1960
  - Argentine : 22 août 1960
  - France : 16 septembre 1960[1]

## Distribution
- Hans Albers : Otto Friedrich Dennert, commissaire criminel
- Hansjörg Felmy : Harry Dennert
- Siegfried Lowitz: Dr. Schreiber
- Horst Frank : Josef Schmitz
- Susanne Cramer : Ursula Brandt
- Werner Peters : Mücke
- Mady Rahl : Toni Mücke
- Maria Sebaldt (de) : l'assistante de la police criminelle
- Ernst Stankovski (de) : Willi Goede
- Agnes Windeck : Mme Schmitz
- Carsta Löck : Lena
- Fritz Wagner (de) : Emil
- Reinhard Kolldehoff : Willy
- Lia Eibenschütz : Mme Mertens
- Karl Hellmer : Karl Mertens
- Herbert Hübner : le chef de la police criminelle
- Else Reval (de) : la gouvernante
- Bärbel Wycisk : Evchen

## Production
Hans Albers est déjà le héros principal du premier film Der Greifer (titre français : Oiseaux de nuit (de)), réalisé par Richard Eichberg, sorti en 1930.